# Spirit (Raumsonde)

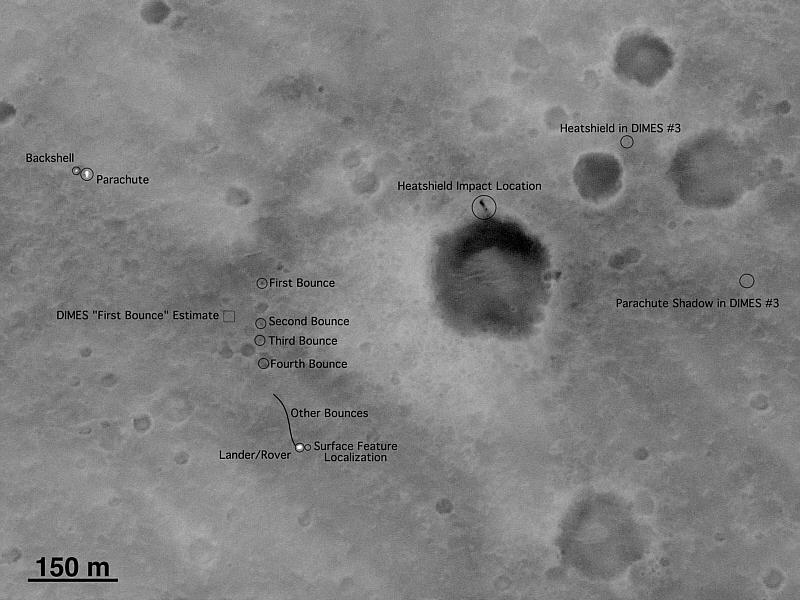
Die Landestelle innerhalb des Kraters Gusev, südwestlich des im Bild größten Kraters Bonneville

Spirit (englisch für Geist, Seele) ist eine im Juni 2003 gestartete US-amerikanische Raumsonde der NASA zur Erforschung des Planeten Mars. Sie hieß ursprünglich Mars Exploration Rover A, kurz MER-A, und wurde nach dem Start in Spirit umbenannt. Spirit landete am 4. Januar 2004 im Gusev-Krater. Der Landeplatz wird zu Ehren der beim Columbia-Unglück umgekommenen Astronauten „Columbia Memorial Station“ genannt.

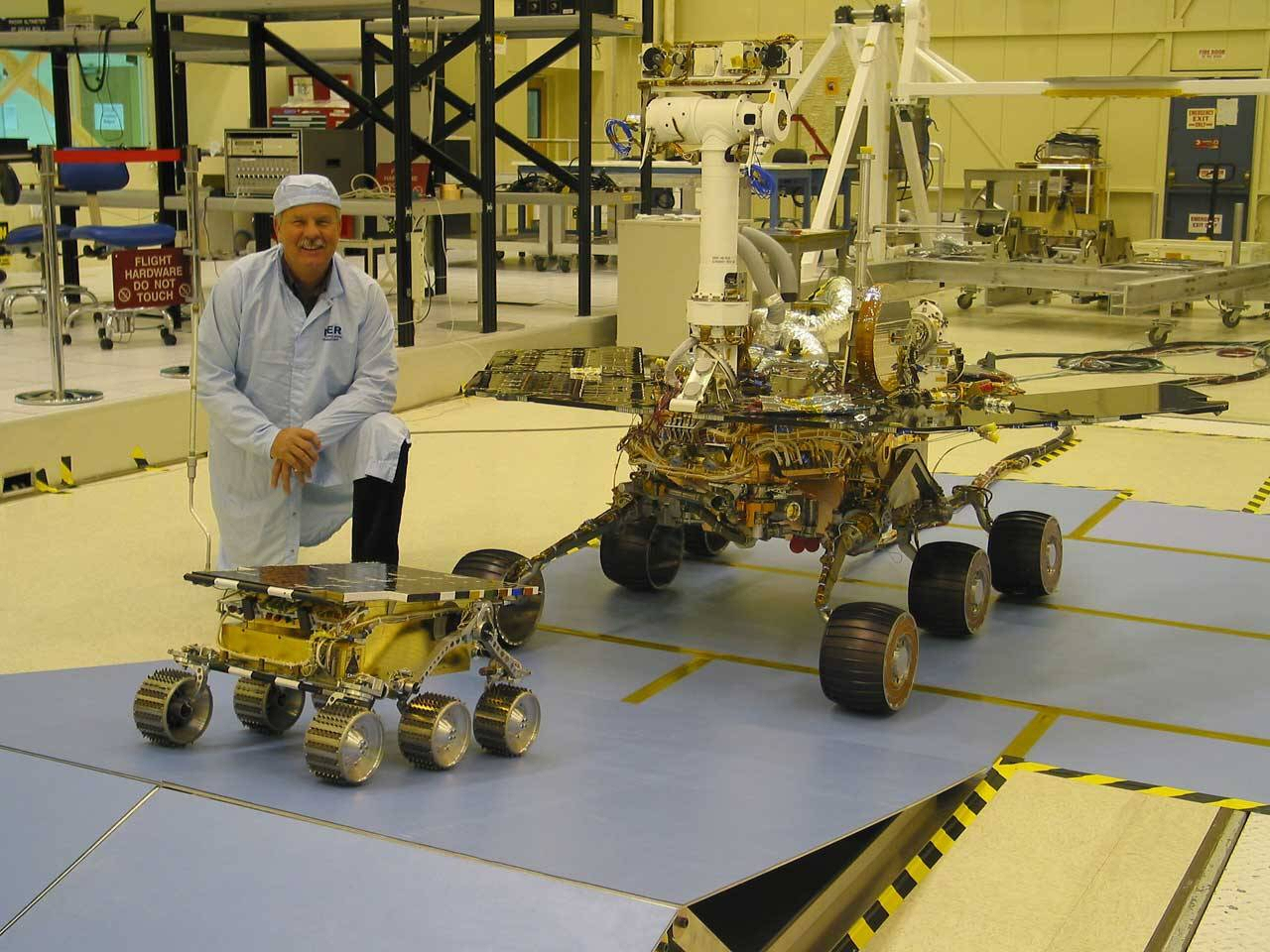
Größenvergleich eines MERs und des Sojourner-Rovers

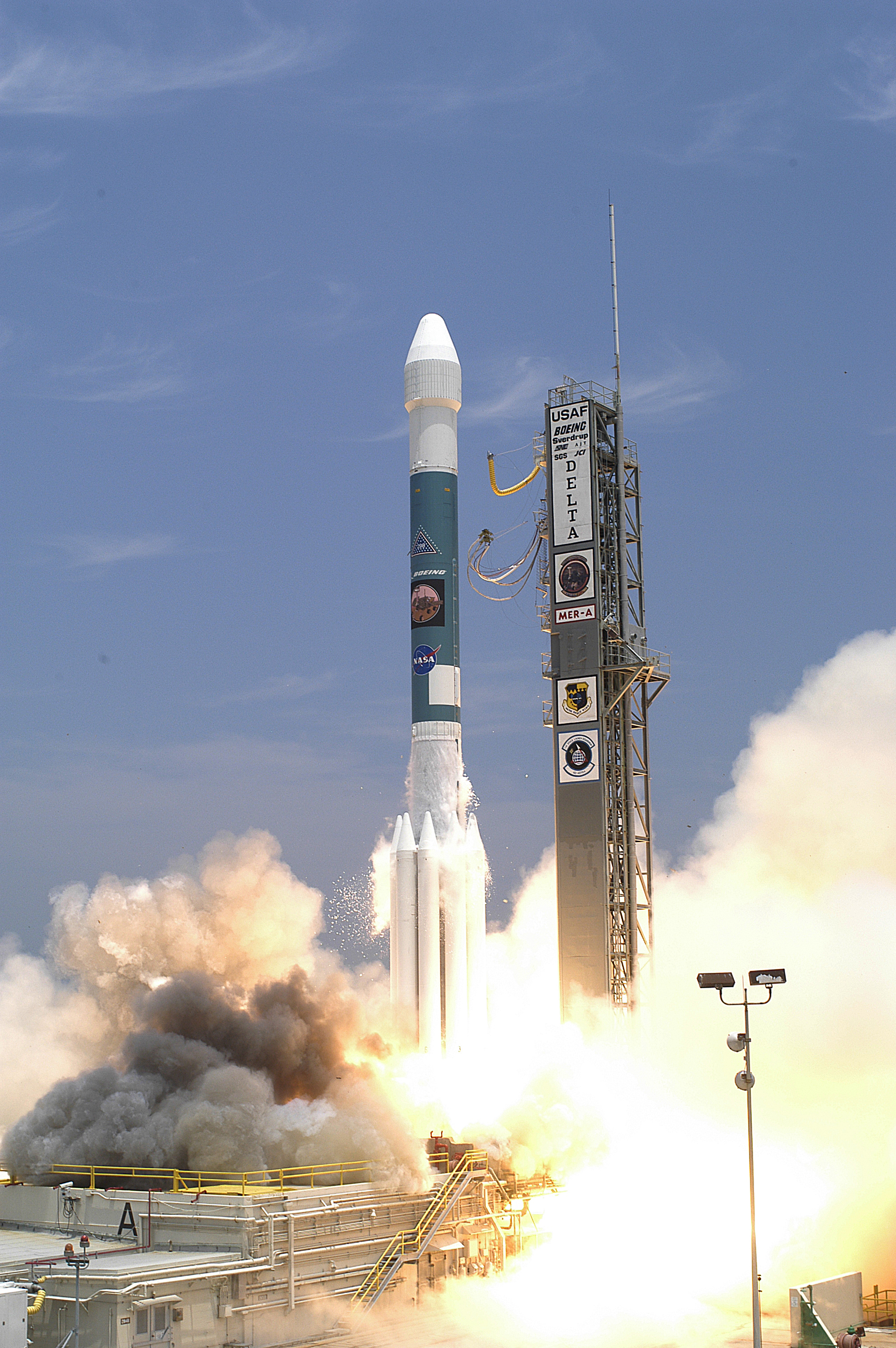
Start von Spirit auf einer Delta-II-Rakete

Seit dem 22. März 2010 konnte kein Kontakt mehr zu der Sonde aufgenommen werden. Da auch während des folgenden Jahres alle Kontaktversuche zu Spirit misslangen, hat die NASA am 25. Mai 2011 die aktive Kontaktaufnahme zu dem Rover beendet, was einem faktischen Missionsende entspricht.
Die Schwestersonde Opportunity (MER-B) landete am 25. Januar 2004 in der Tiefebene Meridiani Planum und war bis zum 10. Juni 2018 aktiv.

## Mission
Spirit suchte nach Spuren von eventuell ehemals vorhandenem Wasser und erkundete die Landestelle geologisch. Aus den Ergebnissen erhofften sich die weltweit beteiligten Wissenschaftler neue Erkenntnisse über die Geschichte des Marsklimas. Der Gusev-Krater wurde als wissenschaftliches Ziel in einem komplizierten Verfahren ausgewählt, da auf Aufnahmen der um den Mars kreisenden Raumsonden Mars Global Surveyor und 2001 Mars Odyssey ausgeprägte Spuren eines ehemaligen Sees zu erkennen sind.
Aus technischer Sicht war die Landung im Gusev-Krater eine der herausforderndsten, da in dieser Region sehr starke Winde auftreten können. Nach einer Modifikation der Landeeinheit gaben die am Projekt beteiligten NASA-Ingenieure jedoch grünes Licht für die Mission. Die Landeeinheit bestimmte anhand von drei Bildern, die kurz vor der Landung aufgenommen wurden und kontrastreiche Merkmale wie z. B. Krater auswertete, die horizontale Geschwindigkeit des Landemoduls. Die so ermittelte horizontale Bewegungsrichtung und -geschwindigkeit konnte später durch ein dafür vorgesehenes Triebwerkssystem reduziert werden. So war es möglich, das wissenschaftlich an oberster Stelle stehende Ziel, den Gusev-Krater, endgültig als Landeplatz auszuwählen.
Die Missionsdauer sollte anfangs garantierte 90 Tage betragen, doch hat Spirit diese weit übertroffen. Die Mission wurde regelmäßig verlängert. Seit April 2009 steckte der Rover im Sand fest. Bis Januar 2010 wurde vergeblich versucht, ihn durch Fahrmanöver zu befreien. Am 22. März 2010 wurden die letzten Signale von Spirit aufgefangen. Es wurde davon ausgegangen, dass sich der Rover in einer Art Tiefschlaf befand, da an seiner Position Marswinter herrschte. In der Hoffnung, dass sich der Rover bei steigendem Sonnenstand wieder meldete, wurde eine mehrmonatige Kommunikationskampagne von der NASA gestartet. Da alle Kommunikationsversuche erfolglos blieben, wurde der Rover am 25. Mai 2011 von der NASA aufgegeben.
Insgesamt arbeitete Spirit 2210 Marstage (Sols) auf der Oberfläche und legte dabei 7730 m auf der Marsoberfläche zurück. Insgesamt wurden 156.002 Aufnahmen mit den Kameras (Panorama und Navigationskameras) übermittelt, davon 6315 Aufnahmen mit der Mikroskopkamera. Es wurden 367 Messungen mit dem AXPS-Röntgenspektrometer und 932 Messungen mit dem Mößbauer-Spektrometer durchgeführt.

## Technik der Sonde
Die beiden Rover Spirit und Opportunity waren baugleich. Deshalb findet sich eine genauere Beschreibung der Technik unter Mars Exploration Rover.
Im Gegensatz zu Mars Pathfinder war Spirit keine feststehende Bodenstation, sondern ein fahrbarer Roboter, „Rover“ genannt. Er war 1,6 m lang, bis 1,5 m hoch und 185 kg schwer. Laut Spezifikation sollte er in der Lage sein, je nach Oberflächenbeschaffenheit am Tag etwa 100 m, insgesamt etwa 3 km zurückzulegen und bis zu sechs Monate auf der Planetenoberfläche einsatzfähig bleiben. Dies übertraf die Fähigkeiten des Vorgängers Sojourner von der Mars Pathfinder Mission 1997 etwa um den Faktor 60. Der Rover wurde von der NASA selbst als „Robot-Geologe“ (robotic geologist) bezeichnet und besaß sechs unabhängig voneinander angetriebene Räder an stelzenförmigen Teleskopbeinen. Er trug neben verschiedenen Panorama- (pancam), Navigations- (navcam) und Gefahrenerkennungs-Kameras (hazcams – hazard recognition cameras) einen schwenkbaren Arm mit einem Gesteinsmikroskop (ebenfalls mit Kamera), mehreren Spektrometern (Mößbauer, Alpha-Partikel, Infrarot) und einem mechanischen Werkzeug, das in der Lage war, Gesteinsoberflächen abzubürsten und auf einigen Quadratzentimetern mehrere Millimeter tief anzubohren, um auch das Innere erreichbarer Gesteine untersuchen zu können (rat – rock-abrasion-tool). Die Räder werden einzeln bewegt und dienen nicht nur zur Fortbewegung, sondern können auch als Schürfgeräte eingesetzt werden, um den Untergrund aufzuwühlen und damit einige Zentimeter des Bodenprofils mechanisch und fotografisch zu untersuchen. Der Rover besaß über Solarpaneele aufladbare Batterien und wurde zur Energieeinsparung vor Sonnenuntergang in einen Ruhezustand versetzt und nach Sonnenaufgang durch ein Funksignal wieder „geweckt“. Mit Hilfe seiner Antennen konnte das Gerät Bilder und Messergebnisse entweder an die als Zwischenstationen zur Erde verwendeten umlaufenden Orbiter der NASA und der ESA oder direkt zur Erde senden sowie Befehle von dort empfangen. Wegen der relativ hohen Laufzeit der Signale von der Erde (je nach Planetenabstand bis zu 22 Minuten) musste der Rover mit seinen Bordcomputern in gewissem Umfang autonom agieren können.

## Verlauf der Mission

### 1. Halbjahr 2004 – Primärmission
Nach einer Reisezeit von sieben Monaten und einer zurückgelegten Strecke von 487 Millionen Kilometern trat die Sonde am 4. Januar 2004 in die Atmosphäre des Mars ein. Sie wurde, durch einen Hitzeschild geschützt, zunächst in der Atmosphäre bis auf Schallgeschwindigkeit abgebremst. Dann entfaltete sich ein Fallschirm, an dessen Leinen ein Raketensystem oberhalb der Sonde angebracht war, das horizontale Bewegungen in der Atmosphäre ausgleichen sollte. Kurz vor dem Aufsetzen wurden schlagartig schützend um die Sonde gelegte Airbags aufgeblasen. Die letzten Meter über der Oberfläche wurden dann im freien Fall zurückgelegt. Nachdem der Lander dann zur Ruhe gekommen war, wurden die Airbags wieder entlüftet. Spirit landete um 5:35 Uhr MEZ südlich des Mars-Äquators im Krater Gusev. Danach sendete Spirit die ersten hochauflösenden Farbbilder vom Mars. Die Auflösung der Bilder ist dreimal höher als die Auflösung der Mars Pathfinder Bilder. Sie zeigten eine wüstenähnliche Landschaft aus rotbraunem Sand und Steinen.
Während der ersten Tage versuchte das NASA-Bodenteam die Reste des von ILC Dover entwickelten Airbaglandesystems, die Spirit während der Endphase der Landung schützten, durch Einziehen aus dem Weg zu räumen. Diese versperrten die vordere Rampe, die der Rover benutzen sollte, um die Landeeinheit zu verlassen.
Zudem wurden Kabelverbindungen im Bereich der mittleren Räder und Verankerungen, die den Roboterarm von Spirit sicherten, mit kleinen Sprengkapseln gelöst. Insgesamt wurden 126 solcher Sprengkapseln seit der Landung von Spirit gezündet. Erst dann konnte sich Spirit aufrichten und seine vorderen und hinteren Räder entfalten.
Die Landeeinheit besitzt insgesamt drei Rampen. Da die Airbags weiterhin die vordere Rampe versperren, drehte sich der Rover um 120 Grad im Uhrzeigersinn, um über eine nach Nord-Westen gerichtete Ausweichrampe die Landeeinheit zu verlassen.
Nach dem Verlassen der Landeeinheit legte der Rover drei Meter Strecke zurück und erkundete innerhalb von zwei Tagen die chemischen und mineralogischen Verhältnisse mit den am Roboterarm installierten Geräten. Erstmals konnten hier die ersten Bilder mit einem Mikroskop auf einem anderen Planeten gemacht werden.
Das Wetter auf dem Mars spielte weiterhin gut mit. Die Temperaturen schwankten während des marsianischen Sommers zwischen minus 10 und minus 75 Grad Celsius und die Atmosphäre wurde durch keinerlei Sandstürme getrübt. 

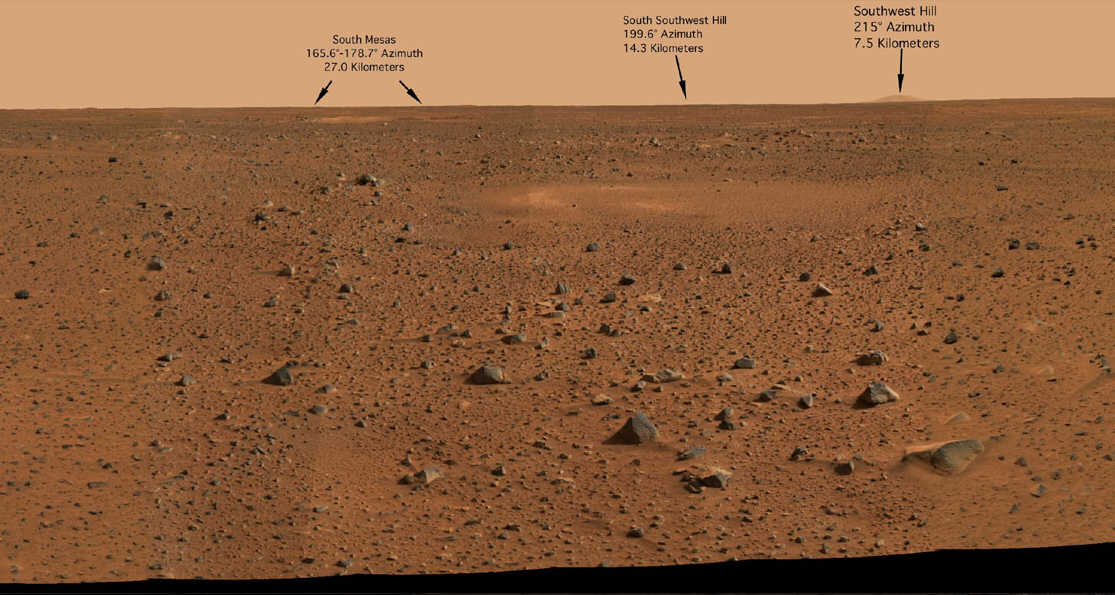
Der Gusev-Krater in Richtung Südwesten

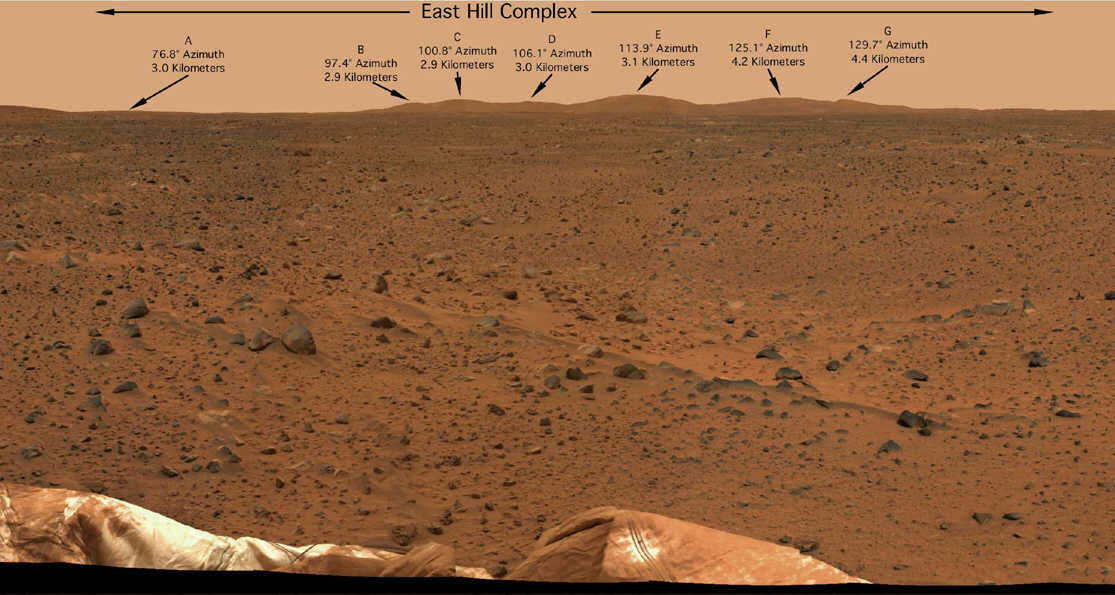
Hügelkette East Hill Complex am östlichen Horizont, die etwas später in Columbia Hills umbenannt wurde

Der erste zu untersuchende Stein lag in zwei Metern Entfernung und erhielt von den NASA-Wissenschaftlern den Namen Adirondack. Spirit benötigte für diese Strecke 30 Minuten, die reine Fahrtzeit betrug dabei nur zwei Minuten. Der Stein „Adirondack“ sollte mit dem Mikroskop und anschließend mit zwei aus Deutschland stammenden Instrumenten, dem Mößbauer-Spektrometer des Mainzer Physikers Göstar Klingelhöfer und dem APXS (Alpha Particle X-Ray Spectrometer) vom Max-Planck-Institut für Chemie Mainz, untersucht werden.
Am 21. Januar (Sol 18) verlor das NASA-Bodenteam in Pasadena plötzlich den Kontakt zu Spirit. Die wissenschaftlichen und technischen Daten konnten im vorgesehenen Zeitfenster nicht empfangen werden.
Die NASA machte zunächst einen Sturm über Australien für die Funkstille verantwortlich. Am nächsten Tag schickte die Sonde eine begrenzte Datenmenge als Antwort auf ein Kommando vom Kontrollzentrum. Aufgrund dieser rudimentären Daten konnte ermittelt werden, dass sich Spirits Rechner permanent neu startete, insgesamt rund 130 Mal. Grund für die Neustarts war, dass zu viele Dateien im Dateisystem des Computers abgelegt wurden, und daraufhin Speicherbereiche überschrieben wurden, die essentiell für die Funktionsweise des Rovers waren. Nachdem der Rover angewiesen wurde, diese Daten zu löschen und den Steuercomputer wieder neu zu starten, konnte am 6. Februar (Sol 33) der normale Betrieb wieder aufgenommen werden.

Am ersten wissenschaftlichen Arbeitstag nach dem Ausfall wurde von Spirit die Oberfläche des Adirondack getauften Steins auf einer Fläche von 4,5 Zentimetern mit einer Bürste abgebürstet. Erstmals in der Geschichte der unbemannten Raumfahrt wurde somit ein Loch in einen Stein auf einem anderen Planeten gebohrt. Von der Analyse des 2,4 Millimeter tiefen Lochs mit einem Durchmesser von 45 Millimetern versprachen sich die Forscher Hinweise auf die geologische Beschaffenheit des Steins.

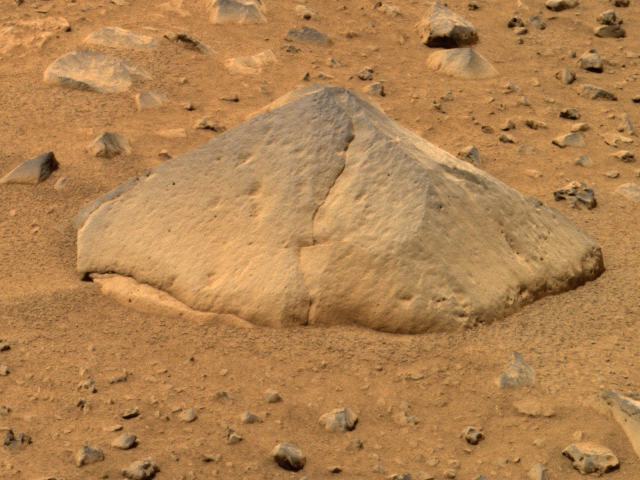
Adirondack, das erste Untersuchungsobjekt von Spirit

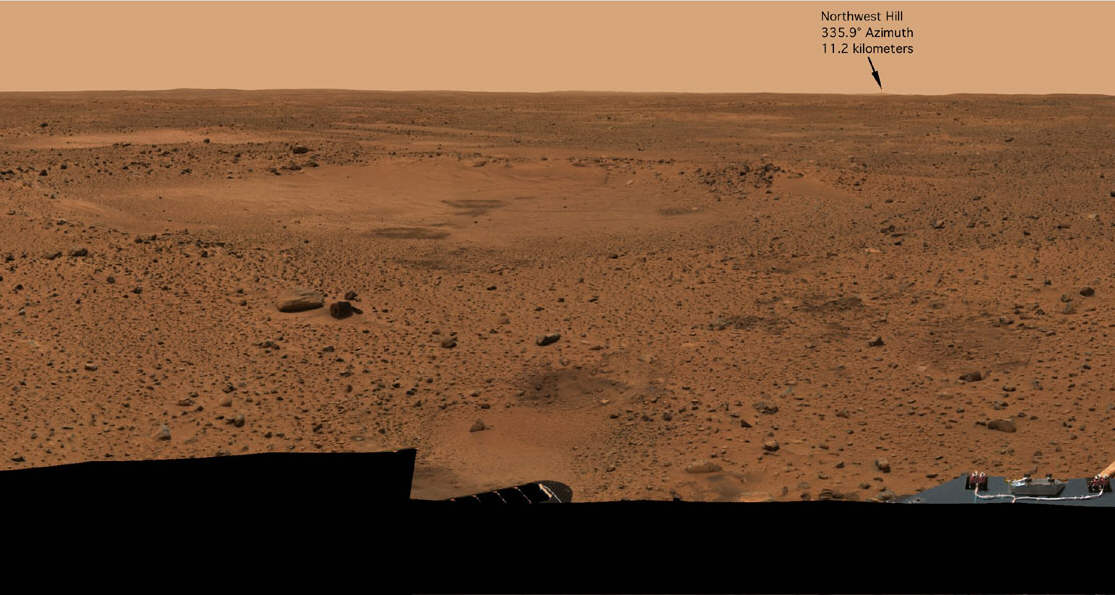
Die Senke Sleepy Hollow mit Abdrücken von den Airbags

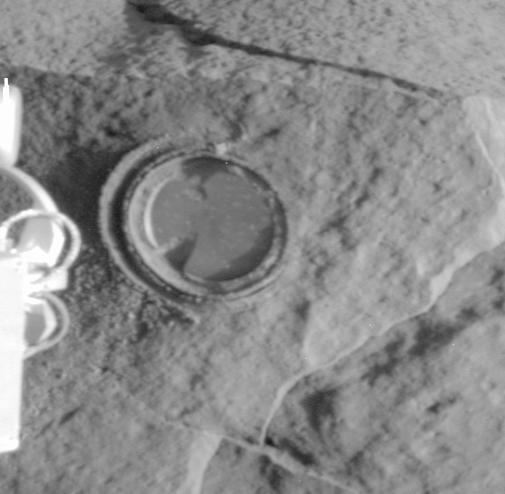
Historische erste Bohrung an einem Stein auf dem Mars

Es stellte sich heraus, dass die umliegenden Gesteine basaltischer Natur waren und keinen Einfluss von Wasser zeigten. Deshalb wurde als erstes Fernziel der von NASA als Bonneville getaufte Krater ausgesucht. Dort erhoffte man sich Zugriff auf tieferliegende Gesteinsschichten. Um den 90. Sol hatte Spirit diesen Krater erreicht, allerdings schien dieser geologisch im Vergleich zur Umgebung völlig uninteressant zu sein. Man beschloss deshalb, den Rover trotz seiner niedrigen Lebensdauer von 90 Tagen und geplanten 600 m Strecke zu den über 2 km entfernten Columbia Hills zu schicken, welche die letzte Hoffnung darstellten, doch noch auf Spuren von Wasser zu stoßen.

### 2. Halbjahr 2004 – Columbia Hills
Spirit fuhr vom Krater Bonneville in direkter Linie in Richtung zu den Columbia Hills. Der Fahrweg wurde nur bei schwierigem Gelände von den Ingenieuren genau vorgegeben. Meist fuhr der Rover jedoch im autonomen Modus. Die Hügel erreichte er am 158. Sol nach über drei Kilometer Wegstrecke.
An der Basis der Columbia Hills wurden einige vielversprechende Felsen entdeckt, darunter ein ungewöhnlich verwitterter Stein namens Pot-of-Gold. Diesen Stein zu analysieren fiel Spirit schwer, da er im Gegensatz zu den bisher untersuchten Gesteinen in einem rauen und rutschigen Gelände lag. Nach einer genauen Untersuchung mit dem AXPS-Röntgenspektrometer und dem Mößbauer-Spektrometer stellte sich heraus, dass dieser Stein Hämatit enthält. Dieses Gestein kann sich unter anderem in Verbindung mit Wasser bilden.
Da die von den Solarpaneelen produzierte Energie durch den sinkenden Sonnenstand und durch Staubablagerungen immer weiter sank, führte man (wie bei Opportunity) den sogenannten Deep Sleep Mode ein. Hierbei wird der Rover während der Nacht komplett abgeschaltet, um Energie zu sparen, auch auf die Gefahr hin, dass hierbei Instrumente Schaden nehmen könnten.
Am Sol 184 begann nach einigen Fahrtests der Aufstieg in die Columbia Hills. Dabei wurde die Fahrtroute so ausgewählt, dass die Solarzellen von Spirit möglichst immer in Richtung Sonne ausgerichtet sind. Inzwischen maß man beim rechten Vorderrad einen erhöhten Stromwiderstand. Um dieses Rad zu entlasten, wurden alle weiteren Fahrten rückwärts durchgeführt. An Sol 205 wurde ein weiterer ungewöhnlicher Stein namens Clovis untersucht. In dem vom Mößbauer-Instrument aufgenommenen Spektrum fand man eine klare Signatur des eisenhaltigen Minerals Goethit. Goethit enthält Wasser in Form von Hydroxyl als Bestandteil seiner Struktur. Dies gilt als einer der sichersten Hinweise für Wasser auf dem roten Planeten, da Goethit sich nur in Zusammenhang mit Wasser bildet.
Spirit führte auch einige erfolgreiche Kommunikationstests mit der Sonde Mars Express der ESA durch. Die überwiegende Kommunikation geschieht weiterhin über die Sonden Mars Odyssey und Mars Global Surveyor der NASA.

### 1. Halbjahr 2005 – Besteigung des Husband Hills
Spirit war nun ein Erdjahr auf dem Mars und fuhr langsam den Husband Hill genannten Hügel hinauf. Dies gestaltete sich schwierig, da der Weg durch viele felsige Hindernisse und sandige Abschnitte ging. Dies führte öfters dazu, dass die Räder des Rovers durchdrehten und die vorgesehene Wegstrecke nicht gefahren werden konnte.
Im Februar erhielt der Rechner von Spirit ein Update der Software, um noch autonomer agieren zu können.

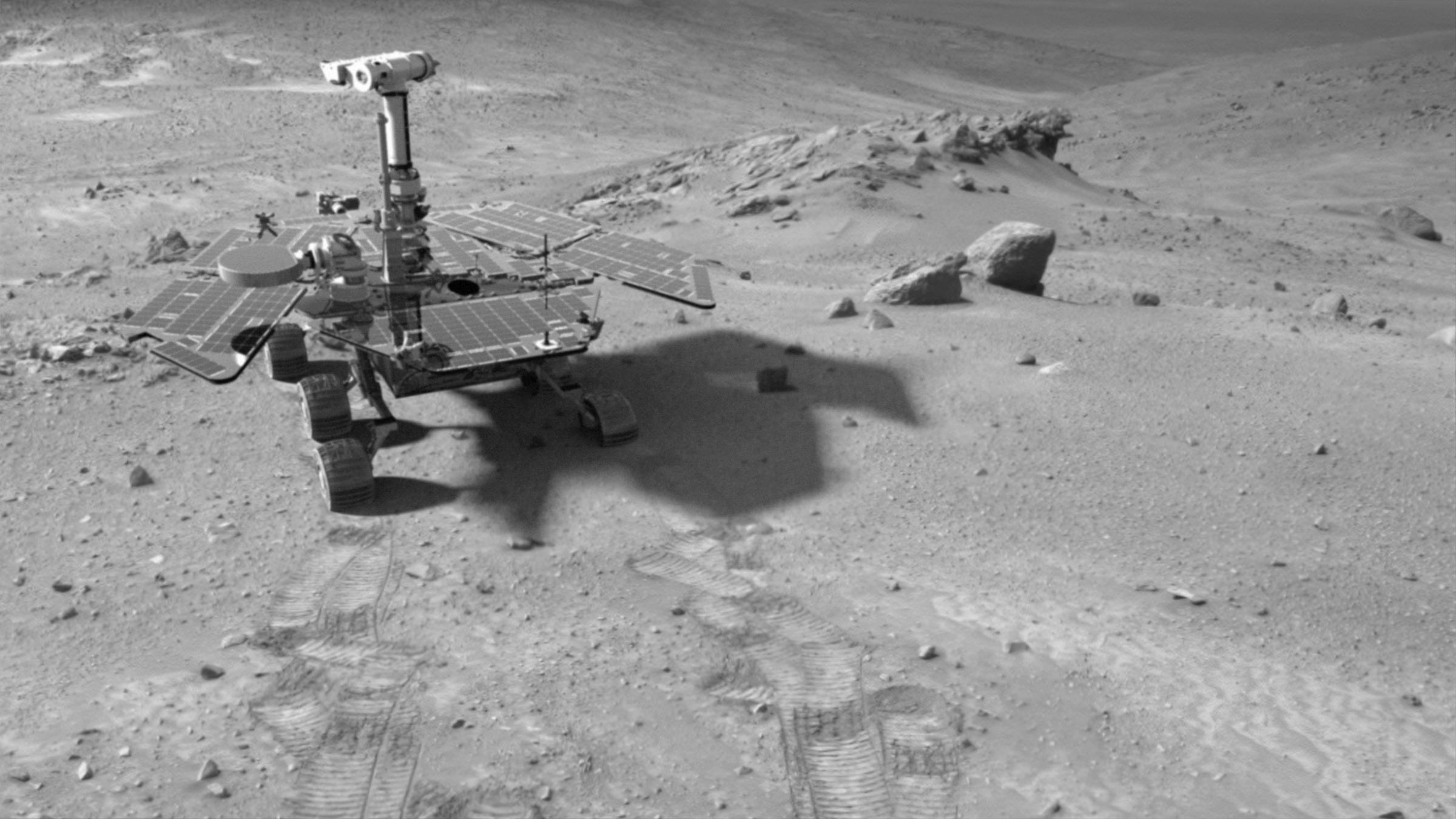
Spirit in den Columbia Hills, künstlich generiertes fotorealistisches Bild

Zudem sank die gewonnene Energiemenge trotz der erhöhten Neigung zur Sonne, bedingt durch eine im Gegensatz zu Schwestersonde Opportunity relativ dicke Staubschicht auf den Solarpaneelen immer weiter ab. Zwischenzeitlich beobachtete Spirit zu dieser Jahreszeit eine erhöhte Anzahl von Staubteufeln, was nahelegt, dass es im Gusev-Krater zu dieser Jahreszeit sehr windig ist. Um den 9. März 2005 traf einer dieser Staubteufel den Rover und befreite die Solarzellen vom angesammelten Staub. Der Energielevel stieg dadurch auf 800 Wattstunden pro Tag. Damit stand Spirit fast doppelt so viel Energie zur Verfügung wie vor diesem cleaning event.
Je höher der Rover stieg, desto mehr schien es wissenschaftlich interessanter zu werden.
Am Sol 407 wurde der Larry's Lookout genannte Bergkamm unterhalb des Gipfels erreicht und Panoramaaufnahmen der Gegend gemacht.
In der Nähe wurden an der Stelle Paso Robles Gesteine und der von den Rädern von Spirit aufgewühlte Sand untersucht. Mit dem AXPS-Röntgenspektrometer wurde helles, schwefelhaltiges Material identifiziert. Zudem wurde die höchste bisher gemessene Salzkonzentration eines Felsen oder Bodens auf dem Mars hier gemessen. Mit den ermittelten Informationen der anderen Instrumente ging man davon aus, dass der Hauptbestandteil ein Eisensulfatsalz mit darin eingebundenen Wassermolekülen ist.

### 2. Halbjahr 2005 – Gipfel von Husband Hill

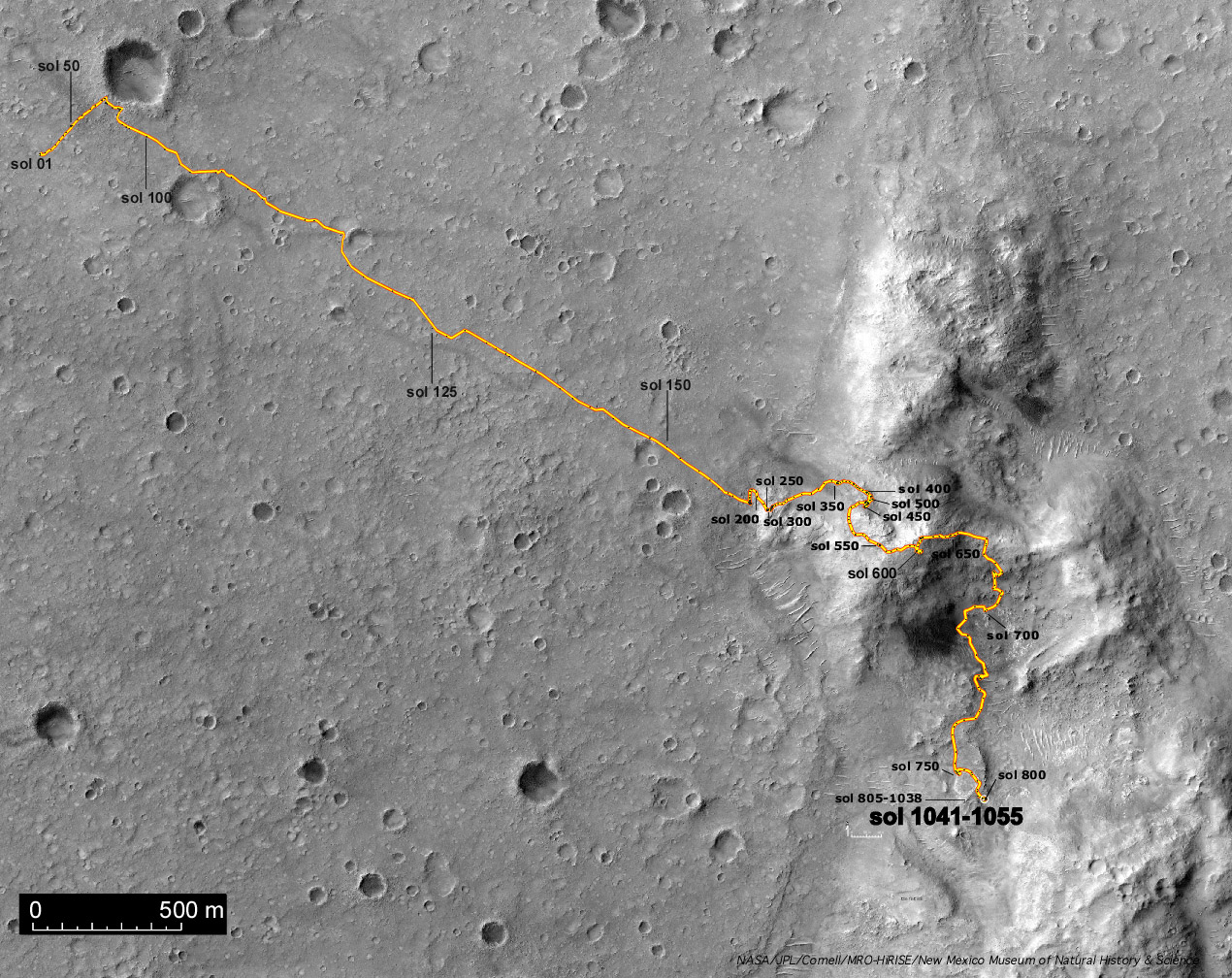
Spirits Wegstrecke von der Landestelle bis in die Columbia Hills

Bis August war Spirit nur noch 100 Meter vom Gipfel entfernt. Hierbei stellte sich heraus, dass der Husband Hill zwei Gipfel hat, von denen einer etwas höher ist als der andere. Am 29. September, dem 618. Marstag, erreichte Spirit den wirklichen Gipfel des Husband Hill. Der Rover war somit die erste Raumsonde, die einen Berg auf einem fremden Himmelskörper bezwungen hatte. Die gesamte gefahrene Wegstrecke summierte sich auf 4973 Meter.
Der Gipfel selbst war eher flach. Spirit nahm vom Gipfel aus ein 360 Grad Panorama in Echtfarben auf, welches den gesamten Gusev Krater beinhaltete.
Nachts beobachtete der Rover die beiden Marsmonde Phobos und Deimos, um deren Umlaufparameter noch genauer bestimmen zu können. Zudem wurde versucht, Meteore zu fotografieren, da sich der Mars zu dieser Zeit durch den Meteorstrom des Kometen Halley bewegte.
An Sol 656 führte Spirit Beobachtungen des Marshimmels und der atmosphärischen Durchlässigkeit mit Hilfe der Panoramakamera durch, um koordinierte Forschungen mit dem Hubble-Weltraumteleskop in der Erdumlaufbahn zu tätigen.
Vom Gipfel aus konnte Spirit bereits in einem Tal eine auffällige Formation, die Home Plate, erkennen. Allerdings musste Spirit später weiter zum McCool Hill fahren, um seine Solarpaneele im Winter Richtung Sonne ausrichten zu können. So begann er Ende Oktober mit dem Abstieg vom Husband Hill und machte sich auf den Weg in dieses Tal, wo er die Home Plate und später diesen Hügel besuchen sollte.
Auf dem Weg nach unten erreichte Spirit eine als Comanche benannte Gesteinsformation am Sol 690. Hierbei stellte sich heraus, dass dieses Gestein zu etwa 16 bis 34 Prozent aus Magnesium-Eisen-Karbonat besteht. Dieses Mineral bildet sich in nassen und pH-neutralen Umgebungen, löst sich jedoch in säurehaltigen Flüssigkeiten auf. Hier hatte man einen wichtigen Hinweis darauf gefunden, dass auf dem Mars auch nicht-saures Wasser existiert haben muss.

### 1. Halbjahr 2006 – Fahrt zum McCool Hill
Der Abstieg von Husband Hill ging schnell voran. Auf dem Weg zur Home Plate kam Spirit an einem El Dorado genannten Dünenfeld vorbei.
Spirit hatte die Home Plate am 10. Februar erreicht und festgestellt, dass es sich um eine abgekühlte Vulkanformation handelt, die eine auffällige Schichtstruktur zeigte. Allerdings brach nun die Winterzeit an und man beschloss, die Untersuchung der Home Plate abzubrechen und zu versuchen, mit dem Rover die Nordseite des McCool Hills zu erreichen, um ihn in eine günstige Neigung zur Sonne während des kommenden Marswinters zu bringen. Ausgerechnet jetzt blockierte das rechte Vorderrad des Rovers, welches sich bereits seit längerer Zeit auffällig verhielt. Spirit musste ab nun das defekte Rad durch die anderen fünf Räder mitschleifen, jedoch wirkte dieses Rad wie ein Anker und der Rover kam kaum vorwärts. Zudem war es nun komplizierter geworden, geradeaus zu fahren.
Die Zeit bis zum Wintereinbruch war inzwischen zu kurz geworden, um den Rover zum Nordhang des McCool Hills zu schicken. Bevor die Energie zu knapp wurde, entschloss man sich, zu dem nur wenige Meter entfernten Low Ridge Haven zu fahren, die Spirit während des Winters eine ausreichende Neigung Richtung Sonne bieten sollte. Schlussendlich erreichte Spirit diese Stelle, welche die Überwinterung über eine 12-Grad-Neigung zur Sonne ermöglichte. Die Fahrtstrecke bis hierher betrug 6876 Meter.
Während der Winterzeit wurde ein mehrstufiges Experiment durchgeführt: Mit dem Steinschleif-Werkzeug wurde ca. ein Millimeter Boden abgetragen, mit dem Mößbauer-Spektrometer analysiert, mit der Mikroskop-Kamera und allen 13 Farbfiltern der Panoramakamera fotografiert. Dies wurde insgesamt 3 Mal durchgeführt. Zudem wurde wieder ein hochauflösendes Panorama namens McMurdo Pan der Umgebung aufgenommen.

### 2. Halbjahr 2006 – Low Ridge Haven

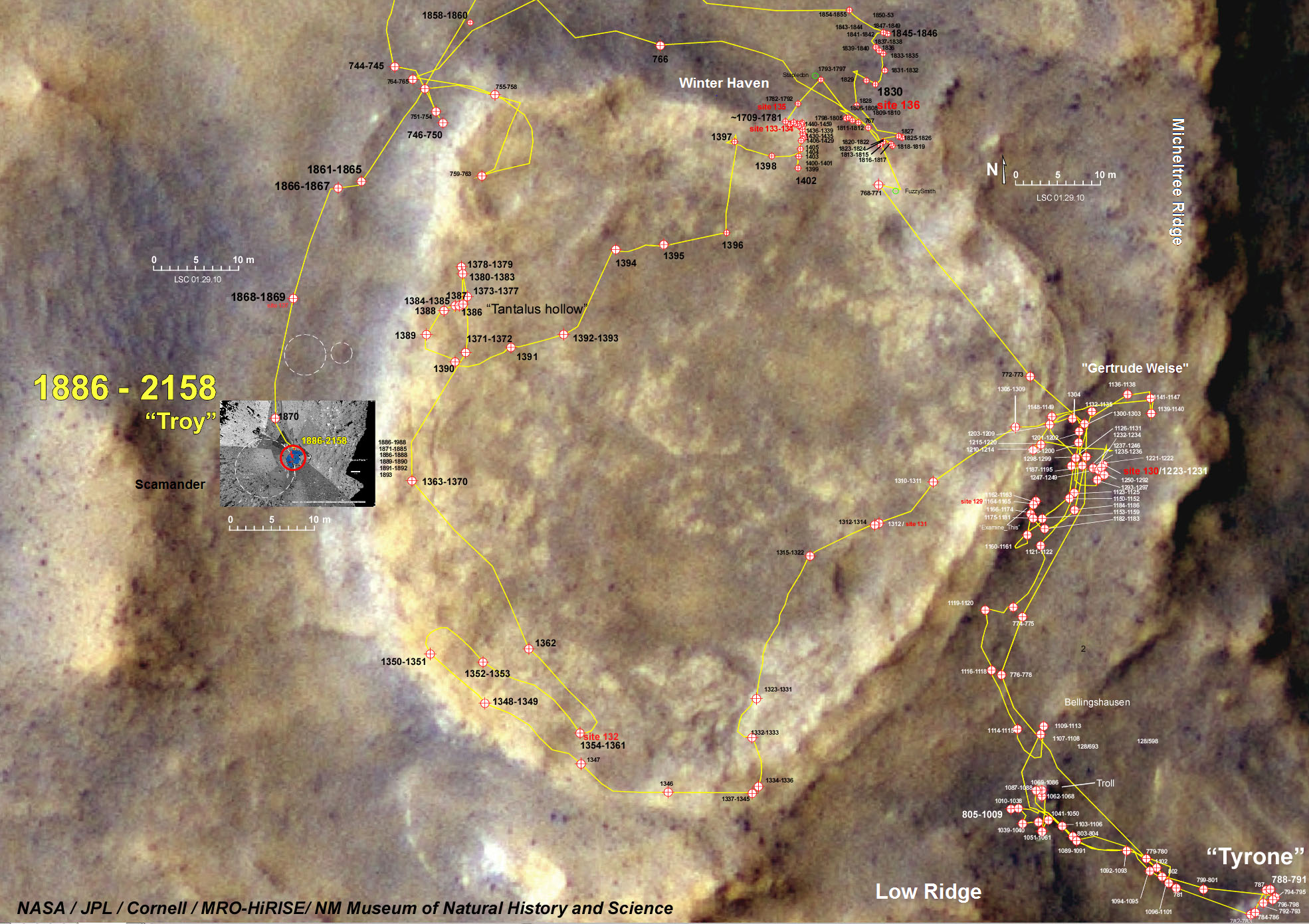
Spirits Fahrweg auf und neben der Homeplate. Spirit überwinterte einmal in der Nähe der Low Ridge, einmal am Nordhang Winter haven und an der Stelle Troy

Spirit war nun 1000 Marstage auf der Marsoberfläche und befand sich in einer 12-Grad-Position Richtung Sonne beim Low Ridge Haven, welche den Rover durch den Winter bringen sollte. Während des Winters sank die Energieproduktion der Solarzellen am 18. August bis auf 275 Wattstunden je Sol ab.
Spirit erhielt während des Winteraufenthalts neue Software. Damit konnte er Bilder schneller verarbeiten und der Roboterarm erhielt die Fähigkeit, noch autonomer zu arbeiten.
Es wurden Langzeitbeobachtungen des vom feststehenden Rad aufgewühlten Boden durchgeführt, um eventuelle Veränderungen festzustellen.
Am 29. Juli überstand Spirit die bislang kälteste Nacht auf dem Mars. Modellrechnungen zeigten, dass die Temperaturen nahe der Oberfläche auf ca. minus 97 Grad Celsius gefallen sein müssen.
Da beim ersten Fahrtest nach diesem Winter das rechte Vorderrad weiterhin defekt war, waren größere Distanzen kaum noch möglich. Spirit fuhr in das Silica Valley, ein sehr kleines Tal östlich neben der Home Plate.

### 1. Halbjahr 2007 – Silica Valley

Video eines Staubteufels im Gusev Krater, kontrastverstärkt. Er hat einen Durchmesser von ca. 34 Metern.

Spirit nahm Bildsequenzen mit der Navigationskamera auf, um Staubteufel, die über die Ebene ziehen, zu entdecken. Hierbei wird eine Region mehrfach aufgenommen, und nur wenn sich das Bild ändert, wird es auch gespeichert. So konnten uninteressante Überwachungsbilder gleich verworfen werden.
Der Rover fuhr nun wieder zu einer Tyrone genannten Stelle. Hier wühlte der Rover mit seinem festsitzenden Rad bei einer länger zurückliegenden Fahrt Boden auf, und es kam weißer und gelber Sand zum Vorschein. Hier wurde ebenfalls eine salzhaltige Zusammensetzung ermittelt.
Man beschloss, nun wieder auf die Home Plate zu fahren, die Spirit vor dem Wintereinbruch nicht genauer analysieren konnte.
Auf dem Weg dahin wurde der dazwischenliegende Felsgrat Mitcheltree Ridge von den Wissenschaftlern untersucht, um herauszufinden, ob diese Formation eine Erweiterung der Home Plate ist, oder eine unabhängige Felsschicht.
Im Mai wurde eine weitere aufgewühlte Stelle namens Gertrude Weise unter die Lupe genommen. Dieser Sand bestand zu 90 % aus Silikaten. In den meisten Fällen ist Wasser notwendig, um eine so konzentrierte Ansammlung von Silikat zu erzeugen. Ein möglicher Ursprung für das Silikatvorkommen könnte die Beeinflussung von Sand mit säurehaltigem Dampf sein, der durch vulkanische Aktivität produziert wurde. Eine weitere Möglichkeit wäre, dass Wasser einer heißen Quelle für die Veränderungen verantwortlich ist. Die Home Plate und das umgebende Gebiet könnten von einem hydrothermalen System vor Jahrmillionen beeinflusst worden sein.
Dieses hätte gute Voraussetzungen für Leben auf dem Mars geschaffen.

### 2. Halbjahr 2007 – Globaler Staubsturm

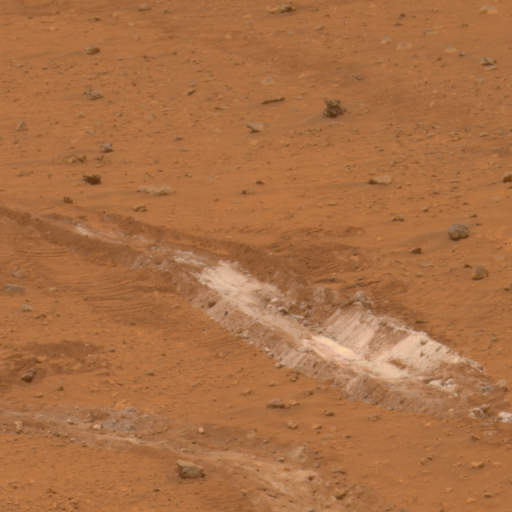
Aufgewühlter, silikatreicher Sand an der Stelle Gertrude Weise

Zum Beginn des 2. Halbjahrs 2007 begann sich ein schwerer, globaler Sandsturm, so wie er nur alle 3 Marsjahre auftritt, zu bilden. Dies beeinträchtigte den Weiterbetrieb beider Rover massiv. Der Tau-Wert, der die Durchlässigkeit der Atmosphäre für Sonnenlicht misst, stieg innerhalb einer Woche stark an, so dass nur noch 8,7 % direktes Sonnenlicht am Boden ankam und die Energieproduktion des Rovers von 750 auf 490 Wattstunden pro Sol sank. Für eine Person auf dem Mars würde die Atmosphäre während des Sturms so aussehen wie bei einem bedeckten Himmel und dunstiger Luft auf der Erde. Mitte August pendelten sich die Energiewerte auf 260–300 Wattstunden pro Sol ein, und Spirit konnte wieder kleinere Aktivitäten unternehmen.
Ein Ziel hierbei war der Stein Innocent Bystander (dt. unbeteiligter Zuschauer), so genannt, weil er beim Überrollen durch Spirits Räder unabsichtlich zerbrochen wurde. Dies stellte sich als Glücksfall heraus, da dadurch die inneren Bereiche des Steins analysiert werden konnten. Bei diesem Objekt gab es Hinweise darauf, dass es sich in einer Fumarole oder einer heißen Quelle gebildet haben könnte.
Im September konnte Spirit nach mehreren Versuchen auf die Oberfläche der Home Plate fahren, um dort eingehende Untersuchungen durchzuführen.
Nachdem der Sturm wieder abflaute, wurde die Atmosphäre zwar wieder durchlässiger, jedoch begann sich der aufgewirbelte Staub auf den Solarzellen abzusetzen. Da bald der 3. Winter in Anzug war und die Energiesituation bald prekärer wurde, musste wieder ein Überwinterungsplatz gefunden werden. Hierbei wurde ein Ort in der nordwestlichen Ecke der Home Plate ausgesucht, damit der Rover mit einer starken Neigung in die Nordrichtung geparkt werden konnte.
Der Rover kam durch sein festsitzendes Rad sehr schlecht voran und fuhr sich auch noch in einer sandigen Senke namens Tartarus fest. Spirit konnte sich zwar daraus befreien, jedoch wurde die Zeit zum Winterbeginn immer knapper. Deshalb entschied man sich auf der Erde, wieder (wie zu Beginn) die Marszeit einzuführen, um die Zeit möglichst optimal zu nutzen. Nach drei Wochen konnte Spirit dann sein Überwinterungsquartier erreichen.
Bis zum 17. Dezember hatte Spirit 7527 Meter auf dem Mars zurückgelegt.

### 1. Halbjahr 2008 – Winterschlaf
Die Hauptsorge war weiterhin die Energiesituation von Spirit. Deshalb wurde versucht, den Rover am Nordhang der Home Plate so stark geneigt wie möglich zu parken. Es wurde eine Neigung von ca. 30 Grad benötigt, damit der Rover über den Winter kam. Ende Dezember 2007 waren die Solarzellen zu 60 % von Staub bedeckt, die bisher stärkste Bedeckung. Es wurde davon ausgegangen, dass bis zur Wintersonnenwende am 26. Juni der Bedeckungsgrad auf bis zu 70 % steigen würde.
Bis zum Februar wurde der Rover in kleinen, teilweise nur zentimeter-weiten Fahrten den Hang herunternavigiert. Dabei konnte eine Neigung nach Norden von 29,9 Grad erreicht werden. Damit sollte der Rover eine Chance haben, den Winter zu überstehen. Soweit Energie zur Verfügung stand, wurde ein weiteres hochauflösendes Panorama der Home Plate namens Bonestell aufgenommen. Teilweise wurden keine Aktionen durchgeführt, sondern nur die Akkus aufgeladen. Ebenso wurde die Kommunikation mit der Erde minimiert und alle nicht benötigten Instrumente abgeschaltet.
Bis zur Wintersonnenwende sank die Energieproduktion auf 225 Wattstunden pro Sol.

### 2. Halbjahr 2008 – Wintersandsturm
Spirit hatte in 1715 Marstagen (Sols) bisher 7528 Meter zurückgelegt und befand sich nach wie vor am Nordhang der Home Plate. Im Oktober wurde damit begonnen, Spirit von seiner Position wieder auf die Home Plate zu bewegen.
Doch ausgerechnet jetzt mit der ohnehin schon niedrigen Energieproduktion braute sich bis Mitte November ein lokaler Staubsturm in der Nähe des Gusev-Kraters zusammen und die produzierte Energiemenge sank auf nur noch 89 Wattstunden, dem absoluten Leistungsminimum während der Mission beider Rover. Zum Betrieb benötigte der Rover trotz aller Energiesparmaßnahmen mindestens 141 Wattstunden, sodass der Rover auf seine interne Batterie zurückgreifen musste. Problematisch war auch, dass nun die solare Konjunktion eintrat, währenddessen sich der Mars von der Erde aus gesehen hinter der Sonne befindet und somit zwei Wochen lang keine Signale der Marssonden die Erde erreichen konnten. Der Rover war ganz auf sich allein gestellt. Nach dieser Konjunktion meldete sich Spirit jedoch wieder, bestätigte damit, dass er diesen lokalen Sandsturm überstanden hatte, und verließ später sein Winterquartier.

### 1. Halbjahr 2009 – Sandfalle

Umgebung der Stelle Troy, an der sich Spirit im Mai 2009 festgefahren hatte.

Spirit begann, die Home Plate von Norden her zu umfahren, da der direkte Weg über diese Erhebung nicht befahrbar war.
Das nächste Ziel war eine vulkanische Erhebung namens „von Braun“ weiter südlich der Home Plate.
Spirit hatte bisher 7726 Meter zurückgelegt und befand sich in einem Gebiet namens „West Valley“ neben der Home Plate.
Am Sol 1892, dem 1. Mai, kam der Rover dabei im West Valley mit sehr lockerem, weichen Material in Berührung.
Dabei gruben sich Spirits Räder im losen Boden ein. Bei den ersten Befreiungsversuchen kam der Rover nur zentimeterweise voran. Man befürchtete, dass die Unterseite des Gefährts auf einem Stein aufsetzen könnte. Deshalb wurden mit der Mikroskopkamera auf dem Roboterarm unscharfe Aufnahmen der Unterseite gemacht, die zumindest für eine grobe Einschätzung der Situation halfen. Durch mehrere Windreinigungs-Ereignisse stieg die Stromproduktion am 27. Mai auf 843 Wattstunden und später sogar auf 945 Wattstunden pro Tag. Dadurch stand Spirit wieder genug Energie für Untersuchungen zur Verfügung, während die Ingenieure mit einem Testrover auf der Erde versuchten, die Situation nachzustellen.
Der Rover untersuchte mit seinen Instrumenten den aufgewühlten Sand, der sich als Mischung aus basaltischen und silikatreichen Materialien herausstellte. Zudem wurde erkannt, dass die Oberfläche des silikatreichen Materials eine Kruste bildet. Diese könnte durch Wassereinfluss gebildet worden sein, indem die wasserlöslichen Eisen-Sulfate ausgelöst werden und die zurückbleibenden Kalziumsulfate sich verfestigen.

### 2. Halbjahr 2009 –Free Spirit

Durchdrehende Räder beim Versuch, Spirit aus der Sandfalle herauszufahren (Sol 2117).

Um den Rover durch falsche Navigationsbefehle nicht noch weiter in den Sand zu fahren, wurde die aktuelle Position des Rovers so genau wie möglich analysiert. Zudem versuchte man, die Situation des Rovers auf der Erde mit einem Ingenieursmodell so genau wie möglich nachzustellen, um die optimalen Fahrtbewegungen im Marssand zu ermitteln. Die NASA startete parallel dazu eine Medienkampagne namens Free Spirit (dt. „Befreie Spirit“, aber auch „Freier Geist“), um die Öffentlichkeit an den Fortschritten teilhaben zu lassen.
Es stellte sich heraus, dass Spirit über einen mit Sand gefüllten und mit einer festeren Kruste bedeckten Krater gefahren war und dabei eingebrochen war; der Krater wurde Scamander genannt. Nach mehrmonatigen Tests auf der Erde starteten die ersten Versuche, Spirit wieder aus seiner Sandfalle herauszufahren.
Nach sechs Monaten wurden die ersten Fahrbefehle gesendet, die vorsahen, Spirit in zwei separaten Etappen über jeweils 2,50 Meter in nördliche Richtung zu bewegen. Aufgrund des zu erwartenden Schlupfes der Räder und dem daraus resultierenden „Durchdrehen“ ging man jedoch davon aus, dass der reale Geländegewinn lediglich im Millimeterbereich liegen würde. Der erste Fahrtest wurde vom Computer von Spirit von selbst abgebrochen, da bestimmte Sicherheitseinstellungen überschritten wurden.
Während der nächsten Wochen wurden etliche solcher Fahrten durchgeführt, die jedoch nur Bewegungen im Millimeterbereich zustande brachten. Nach jeder Fahrt wurde intensiv die neue Position des Rovers analysiert. Während der Befreiungsversuche fiel dann noch das rechte Hinterrad des Rovers aus, so dass Spirit nur noch über vier operationsfähige Räder verfügte. Die Situation von Spirit wurde aufgrund des aufkommenden Marswinters und der immer weiter sinkenden Energieversorgung immer kritischer.

### 1. Halbjahr 2010 – Marswinter bei Troy
Der Marsrover Spirit befand sich nun seit sechs Jahren auf dem Mars, das sind 3,2 Marsjahre.
Er steckte seit dem 1. Mai 2009 im Sand fest und konnte sich auch durch die seit November 2009 durchgeführten Fahrmanöver nicht befreien. Am problematischsten waren zu der Zeit der Neigungswinkel des Rovers und damit die Ausrichtung der Solarzellen. Es bestand die Gefahr, dass der Rover im kommenden Marswinter nicht mehr genug Energie produzieren konnte, um seine Elektronik zu wärmen. Je nach verfügbarer Energie wurden daher die Aktivitäten zur Befreiung des Rovers in den kommenden Wochen zurückgefahren. Die NASA schätzte, dass Spirit bei gleichbleibenden Bedingungen im Mai nicht mehr genügend Energie haben könnte.
Am 26. Januar 2010 teilte die NASA mit, dass alle Bemühungen eingestellt wurden, Spirit aus dem Sand zu befreien. Der Rover sollte weiter als stationäre Forschungsplattform genutzt werden. Es sollte lediglich noch versucht werden, den Rover so weit wie möglich in Richtung Sonne zu kippen, um die Energieversorgung sicherzustellen.
Die letzte Bewegung der Räder fand am 8. Februar 2010 statt, brachte aber nicht die erhoffte Änderung der Neigung des Rovers und damit keine günstigere Ausrichtung der Solarzellen. Insgesamt bewegte sich Spirit seit Mitte Januar um 34 Zentimeter und hatte seine Solarpaneele nur zu 9,5 Grad gegen die Sonne ausgerichtet. Die Situation war also recht ungünstig, dennoch waren die Missionsverantwortlichen optimistisch, dass Spirit den Winter überleben würde.
Der 27. April 2010 war für Spirit der Sol 2245. An diesem Tag sollte er noch funktionsfähig gewesen sein; da er sich zu der Zeit bereits in einem Low Power Modus befand, hätte er den „Langlebigkeitsrekord“ von Viking 1 gebrochen. Somit wäre Spirit zu diesem Zeitpunkt die am längsten auf dem Mars funktionierende Raumsonde gewesen. 21 Tage nach dem tatsächlichen Defekt von Spirit hat die Schwestersonde Opportunity den Rekord gebrochen.

### 2. Halbjahr 2010 – Kommunikationsversuche
Die letzten Funksignale des Rovers wurden am 22. März 2010 empfangen – seither schwieg Spirit. Die NASA vermutete, dass sich der Rover wegen des niedrigen Batterieladestandes in eine Tiefschlafphase begeben habe, in der alle Systeme einschließlich der Kommunikation abgeschaltet sind. Währenddessen würden die Batterien jedoch weiterhin durch die von den Solarzellen generierte Energie aufgeladen. Da das Fahrzeug vor dem Winter jedoch nicht optimal zur Sonne ausgerichtet werden konnte, reichte diese Energie wahrscheinlich nicht für eine ausreichende Versorgung der Heizelemente, so dass die Temperatur im Inneren der Sonde auf bis zu −55 °C gefallen und es zu Kälteschäden an Platinen der Bordelektronik gekommen sein dürfte. Sobald der Ladezustand wieder für den Betrieb ausreichen würde, bestünde eine Chance, dass der Rover wieder automatisch aufwacht und zu kommunizieren beginnt. Dieser Status wird „Solar Groovy“ genannt.

Seit der Wintersonnenwende auf der Südhalbkugel am 13. Mai 2010 stiegen Temperaturen und Sonnenscheindauer wieder an.

Für den Fall eines Missions-Zeit-Fehlers durch Aussetzen des internen Chronometers würde der Rover nach dem Aufwachen zuerst nur einmal pro Stunde für 20 Minuten auf Funksignale hören, um Energie zu sparen, jedoch nicht aktiv senden. Um diesem Problem zu begegnen, wurden seit dem 28. Juli 2010 mehrmals pro Stunde sogenannte „Sweep & Beep“-Signale gesendet, die dem Rover mitteilten, dass eine aktive Gegenstelle vorhanden ist. Dies sollte der Rover mit einem Piepsignal im X-Band beantworten und in den Konfigurationsmodus schalten.

Bis Ende des Jahres wurden jedoch trotz direkter Aufforderung zur Sendung keine Bakensignale empfangen.

### 1. Halbjahr 2011 – Weiter Stille und Missionsende
Zusätzlich zum bereits Mitte 2010 begonnenen „Sweep & Beep“-Programm wurde das tägliche Zeitfenster für die Kommunikation auf mehreren Ebenen erweitert. Dies geschah für den Fall, dass die Rover-Uhr mehr als erwartet von der Missionszeit abweicht und der Rover zur gleichen Zeit wie der Mars Reconnaissance Orbiter kommuniziert.
Die für den Rover höchste Sonnenscheindauer des Marsjahres wurde etwa am 10. März 2011 erreicht, somit auch die höchste Energieproduktion durch die Solarzellen. Seither nahm die Sonnenscheindauer wieder ab.
Um einem eventuellen Ausfall des primären X-Band-Kommunikationssystems des Rovers zu begegnen, wurden ab Mitte März 2011 zwei zusätzliche Strategien verfolgt: Einerseits wurde das separate UHF-Kommunikationssystem des Rovers durch die als Kommunikationsrelais dienenden Mars-Orbiter gerufen, und andererseits wurde eine Aktivierung der Backup-Endstufe des X-Band-Senders vom Rover erbeten.
Trotz aller Kommunikationsbemühungen konnte kein Signal von Spirit empfangen werden.
Am 25. Mai 2011 gab die NASA bekannt, ihre Bemühungen einzustellen.

## Wissenschaftliche Ergebnisse
Im Gegensatz zu den spektakulären Entdeckungen der Schwestersonde Opportunity auf der gegenüberliegenden Seite des Planeten auf Meridiani Planum konnte Spirit in seiner Primärmission keine Hinweise auf ein ehemaliges Gewässer am Landeort im Gusev-Krater liefern. Alle untersuchten Gesteine waren Basalte, wenn es auch Hinweise darauf gab, dass einige davon möglicherweise hydrothermal beeinflusst waren. Sieht man von äolischen Staub- und Sandverwehungen ab, sind Sedimentgesteine bisher nicht entdeckt worden. Auch andere Hinweise auf die geologische Tätigkeit fließenden Wassers fehlen, was insofern überraschend scheint, als die Erkundung des Kraters aus dem Orbit deutlich erkennen ließ, dass hier einst mindestens kurzfristig gewaltige Wassermassen die Landschaft in größerem Stil geprägt haben sollten. Möglicherweise kann dies tatsächlich bereits damit erklärt werden, dass das Wasser die Gegend nur in einem sehr kurzen katastrophenartigen Ereignis überflutet hat, so dass es zur flächenhaften Ablagerung von Sedimenten wie auf Meridiani Planum nicht gekommen ist. Die gesamte Umgebung erinnert mit einer Ausnahme eher an die bekannten Landestellen der Viking-Sonden und von Mars Pathfinder.
Erst mit der Erforschung der Columbia Hills und insbesondere der Home Plate änderte sich das Bild. Im Silica Valley, östlich der Home Plate, hatte der Rover in seinen Radspuren eine weiße Substanz gefunden, welche sich bei den Untersuchungen als Siliziumdioxid herausstellte. Die Home Plate und das umgebende Gebiet könnten von einem hydrothermalen System vor Jahrmillionen beeinflusst worden sein. Dies hätte gute Voraussetzungen für Leben auf dem Mars geschaffen. Der Stein Clovis enthält ebenfalls Hinweise auf früheres Wasser, man fand durch das Mößbauer-Spektrometer Goethit. Ansonsten wurden noch meteorologische Beobachtungen unternommen wie das Abbilden von Staubteufeln und Sonnenuntergänge sowie Sonnen- und Mondfinsternisse. Des Weiteren überwachte Spirit ständig den sogenannten Tau-Wert, beziehungsweise maß die Durchlässigkeit der Atmosphäre.